# Juana Inés de la Cruz
Sơ Juana Inés de la Cruz, O.S.H (12 tháng 11 năm 1648 - 17 tháng 4 năm 1695), là một nhà văn, nhà triết học, nhà soạn nhạc, nhà thơ của trường phái Baroque và là nữ tu dòng Hieronymite của Tân Tây Ban Nha (Mexico). Với phong cách tự do thẳng thắn, bà được đặt cho những biệt danh như "Nàng thơ thứ mười", "Phượng hoàng châu Mỹ", hay "Phượng hoàng Mexico".
Sơ Juana sống trong thời kỳ thuộc địa của Mexico, khiến bà trở thành người đóng góp cho cả nền văn học Tây Ban Nha buổi đầu cũng như nền văn học thời kỳ hoàng kim của Tây Ban Nha (1556-1659). Được học hành từ nhỏ, Sơ Juana thông thạo tiếng Latin và biết viết tiếng Nahuatl, và trở nên nổi tiếng với những triết lý của mình ở tuổi thiếu niên. Sơ Juana tự học trong thư viện của mình, phần lớn được thừa hưởng từ ông ngoại. Sau khi vào tu viện năm 1667, bà bắt đầu viết thơ và văn xuôi liên quan đến các chủ đề như tình yêu, nữ quyền và tôn giáo. Bà đã biến khu cư xá nữ tu của mình trở thành một nơi giao tế được ghé thăm thường xuyên bởi giới thượng lưu trí thức của thành phố, trong số đó có nữ bá tước Maria Luisa de Paredes, Phó vương hậu của Tân Tây Ban Nha.
Những chỉ trích của Sơ Juana về thói kì thị phụ nữ và đạo đức giả của đàn ông đã khiến bà bị Giám mục của Puebla lên án, và năm 1694, bà buộc phải bán bộ sưu tập sách của mình, dừng các hoạt động nghiên cứu học thuật và tập trung vào công việc từ thiện cho người nghèo. Bà phải thực hành sám hối, và đã kí tên bằng máu bên dưới một bài viết sám hối: "Yo, la Peor de Todas" ("Tôi, Kẻ Tồi tệ nhất trong Tất cả"). Bà qua đời vào năm sau đó do nhiễm bệnh dịch trong khi chữa trị cho các nữ tu chị em.
Sau khi bị rơi vào quên lãng trong hàng trăm năm, sự nghiệp của Sơ Juana đã được phổ biến trở lại nhờ có công trình nghiên cứu của Octavio Paz. Các học giả hiện nay nhìn nhận Sơ Juana là một người ủng hộ nữ quyền thời đầu, và bà trở thành đề tài của các cuộc thảo luận sôi nổi về các chủ đề như chủ nghĩa thực dân, quyền được giáo dục và thẩm quyền tôn giáo của phụ nữ.

## Cuộc đời

### Thiếu thời

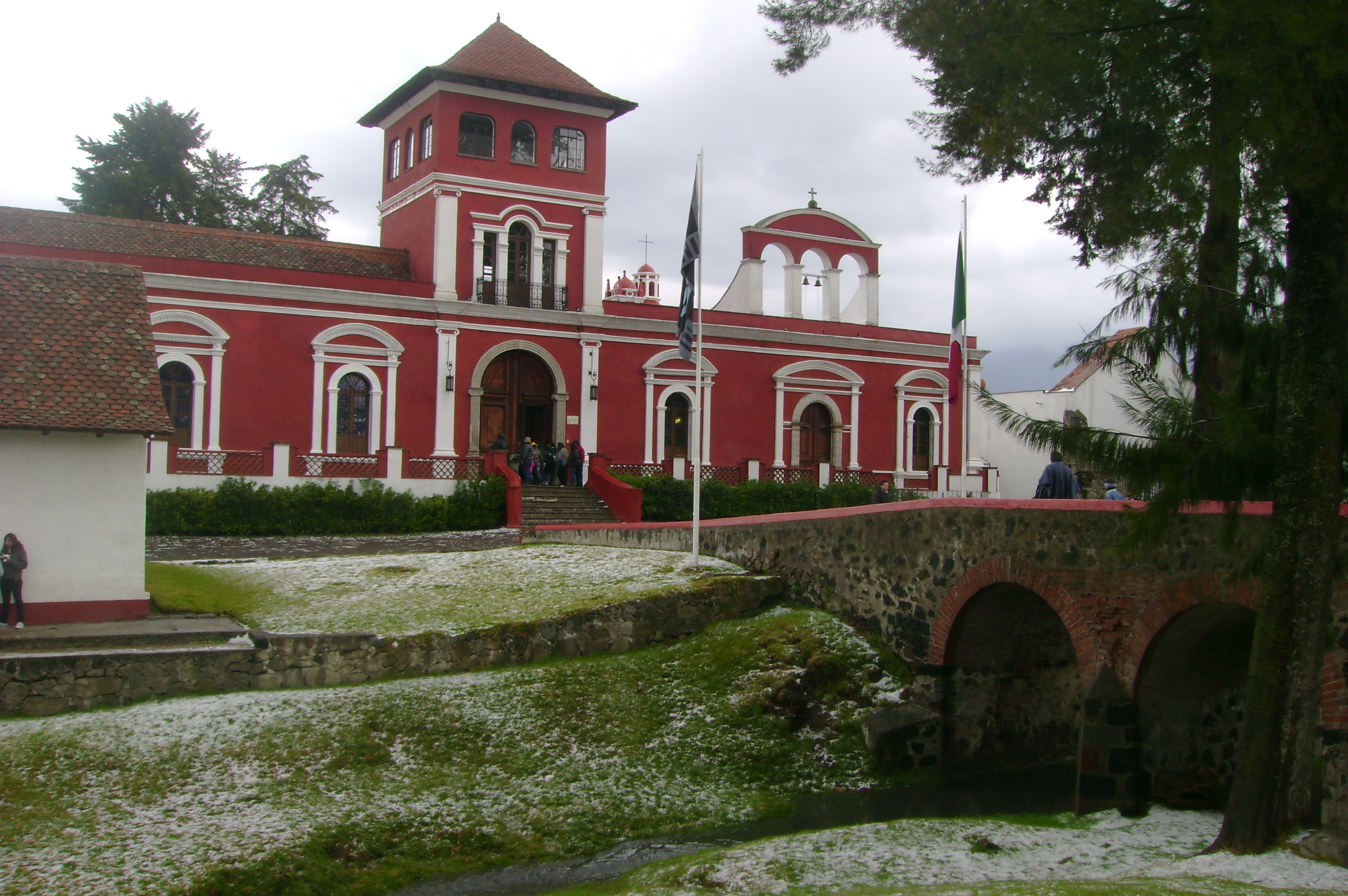
Hacienda Panoaya, ở Amecameca, Mexico là nơi Sơ Juana sống từ năm 1651 đến 1656.

Juana Inés de Asbaje y Ramírez de Santillana sinh ra ở San Miguel Nepantla (nay gọi là Nepantla de Sor Juana Inés de la Cruz để vinh danh bà) gần Mexico City. Bà là con ngoài giá thú của một thuyền trưởng người Tây Ban Nha, Pedro Manuel de Asbaje, và một phụ nữ Criollo, Isabel Ramírez. Do có nguồn gốc Tây Ban Nha và sinh ra ở Mexico, Juana được coi là một người Criollo (người Mỹ Latin gốc Tây Ban Nha thời thuộc địa). Juana được rửa tội vào ngày 2 tháng 12 năm 1651. Mặc dù thiếu vắng người cha, tuy nhiên, nhờ có ông ngoại là một chủ đồn điền ở Amecameca, Juana có thể sống một cuộc sống thoải mái. Bà đã dành những năm đầu đời sống với mẹ trong dinh thự Panoaya của ông ngoại.

Suốt thời thơ ấu, Juana thường trốn trong nhà nguyện Hacienda để đọc sách trong thư viện của ông ngoại, một điều cấm kị đối với các cô gái. Khi lên ba, Juana đã học đọc và viết tiếng Latin. Đến năm năm tuổi, bà đã biết làm kế toán. Năm tám tuổi, bà sáng tác một bài thơ về Bí tích Thánh Thể. Đến tuổi thiếu niên, Juana đã thành thạo luận lý học Hy Lạp, và ở tuổi mười ba, bà bắt đầu dạy tiếng Latin cho trẻ nhỏ. Bà cũng học cả ngôn ngữ Nahuatl của Aztec và viết một số bài thơ ngắn bằng ngôn ngữ này.

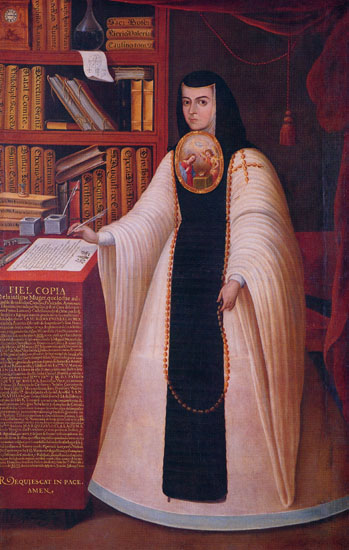
Sor Juana, tác giả Juan de Miranda (k. 1680).

Năm 1664, ở tuổi 16, Juana được gửi đến sống ở Mexico City. Bà đã xin mẹ cho phép cải trang thành một sinh viên nam để có thể đi học đại học ở đó. Mẹ bà không đồng ý nên Juana tiếp tục việc học ở nhà. Bà trở thành nữ quan trong triều đình của phó vương thuộc địa, dưới sự giám hộ của Phó vương hậu Leonor Carreto, vợ của Phó vương Tân Tây Ban Nha Antonio Sebastián de Toledo. Phó vương, Hầu tước de Mancera muốn kiểm tra học vấn và trí tuệ của cô gái 17 tuổi nên đã mời một số nhà thần học, thẩm phán, triết gia và nhà thơ đến một cuộc hội họp, và để cho bà phải trả lời nhiều câu hỏi khi chưa được chuẩn bị và giải thích nhiều luận điểm khó về các chủ đề khoa học và văn học khác nhau. Cách thức bà ứng đối đã làm kinh ngạc tất cả khách khứa và khiến bà nổi danh trong giới tinh hoa. Các tác phẩm thơ ca của bà trở nên nức tiếng khắp xứ Tân Tây Ban Nha. Bà trở thành một trong những người được ngưỡng mộ nhất tại triều đình phó vương, và nhận được nhiều lời cầu hôn, nhưng bà đã từ chối tất cả.

### Khi trở thành nữ tu
Năm 1667, bà trở thành thỉnh sinh ở Tu viện Thánh Giuse của các nữ tu dòng Camelite-Đi-chân-trần trong một vài tháng. Sau đó, vào năm 1669, bà gia nhập tu viện của các nữ tu Hieronymite, nơi có nội quy thoải mái hơn. Bà đã chọn trở thành một nữ tu để có thể tiếp tục sự nghiệp học hành mà vẫn nhận được sự tôn trọng trong xã hội với tư cách là một phụ nữ, bởi vì bà "không muốn để một sự nghiệp cố định nào hạn chế sự tự do học tập của tôi."

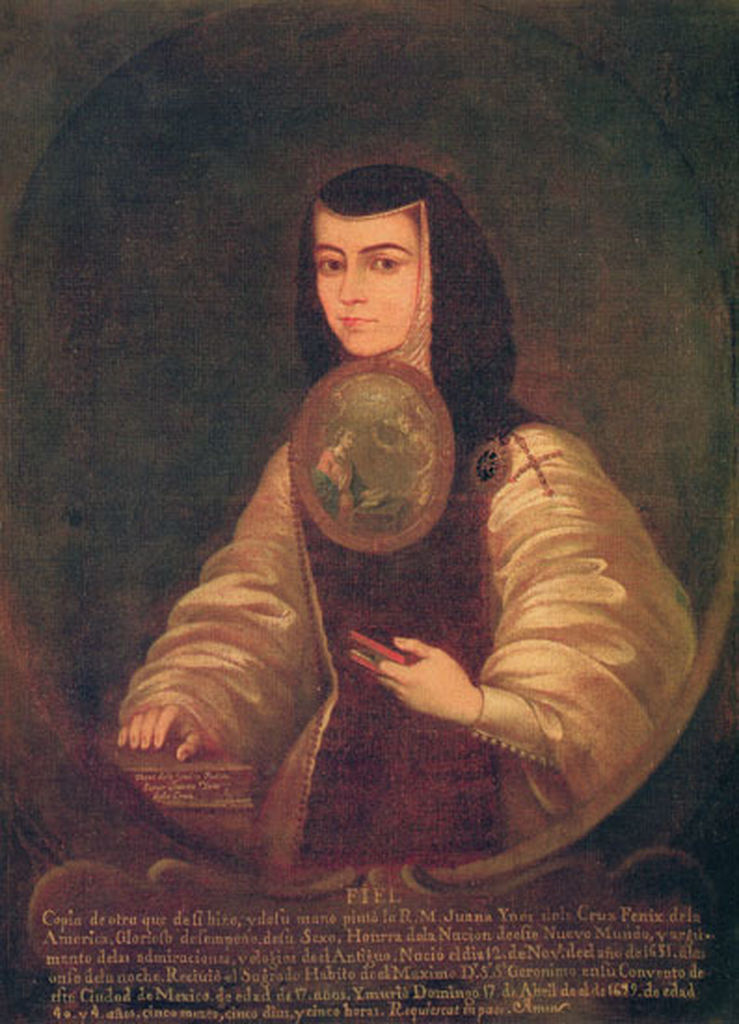
Sơ Juana Inés de la Cruz, vẽ bởi Friar Miguel de Herrera (1700-1789),

Khi ở tu viện và có lẽ là từ trước đó, Sơ Juana đã có mối quan hề thân thiết với học giả cùng thời, Don Carlos de Sigüenza y Góngora, người thường đến thăm bà tại cư xá của tu viện. Bà ở tại Tu viện Santa Paula Dòng Hieronymite ở Mexico City từ năm 1669 cho đến khi chết, và tại đó bà nghiên cứu, viết và thu thập một thư viện sách lớn. Phó vương và Phó vương hậu Tân Tây Ban Nha trở thành người bảo trợ của bà; họ trợ giúp bà và đưa các tác phẩm của bà xuất bản ở Tây Ban Nha. Bà đề tặng một số bài thơ của mình lên các bức tranh của người bạn và người bảo trợ của bà, Phó vương hậu María Luisa Manrique de Lara y Gonzaga, con gái của Vespasiano Gonzaga, Công tước Guastala, Luzara e Rechiolo và Inés María Manrique, Nữ bá tước thứ 9 của Paredes, mà bà nhắc đến như là Lísida.
Vào tháng 11 năm 1690, giám mục của Puebla, Manuel Fernández de Santa Cruz đã xuất bản, dưới bút danh của Sơ Filotea và không có sự cho phép của bà, bài phê bình của Sơ Juana về một bài giảng 40 năm trước của Cha António Vieira, một giáo sĩ Dòng Tên người Bồ Đào Nha. Mặc dù chưa rõ ý định của Sơ Juana trong tác phẩm này, được gọi là Carta Atenagórica, nhiều học giả đã nhìn nhận tác phẩm như là một thách thức đối với tính gia trưởng của chính quyền tôn giáo. Cùng với Carta Atenagórica, giám mục cũng công bố bức thư riêng gửi đến Sơ Juana để khuyên bà nên tập trung vào tôn giáo thay vì nghiên cứu các vấn đề thế tục. Trong khi ông đồng ý với những phê bình của bà và sử dụng đó làm lợi thế trong cuộc cạnh tranh với giáo sĩ António Vieira, ông vẫn tin rằng một người phụ nữ như bà thì nên dành thời gian để cầu nguyện và từ bỏ việc viết lách.

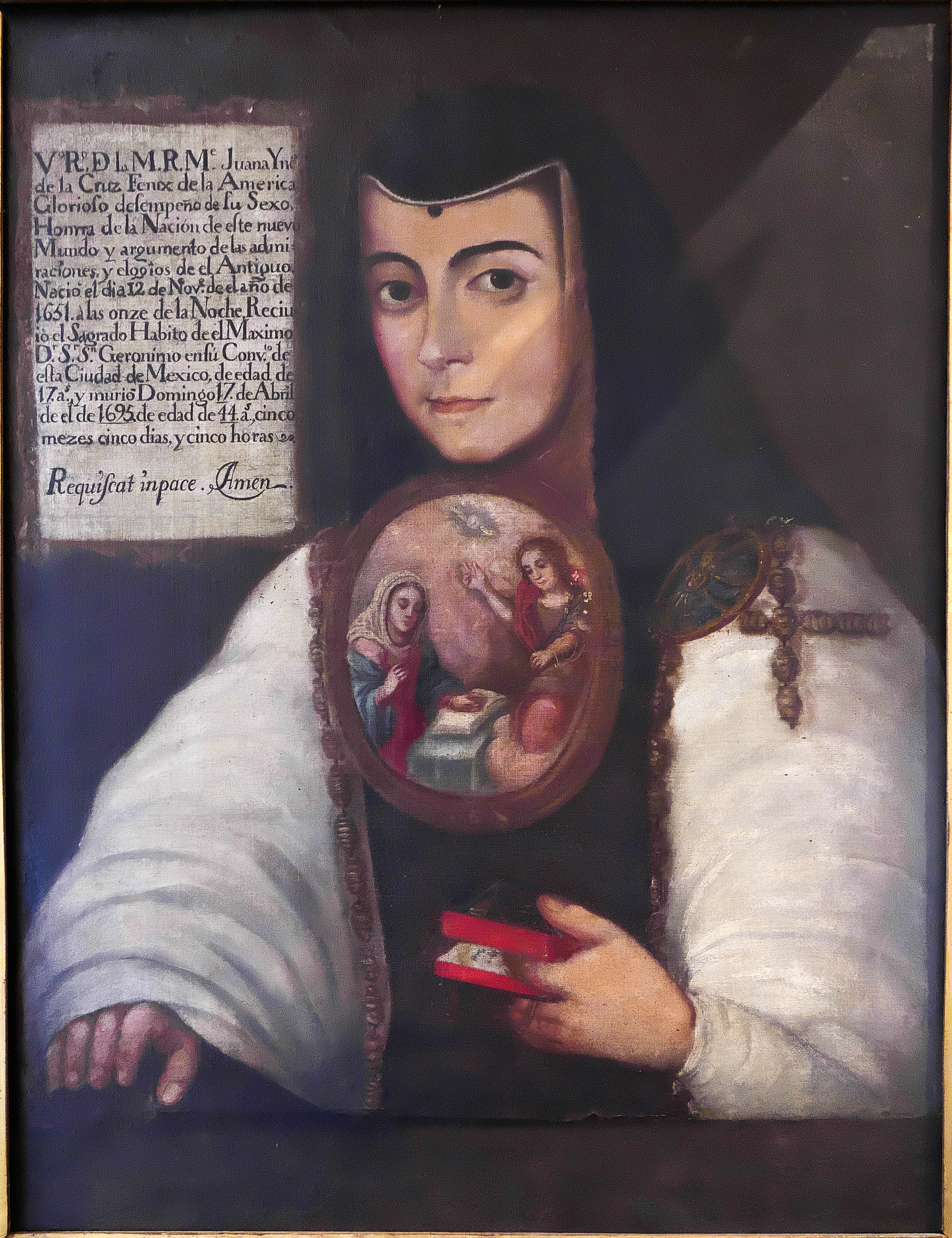
Tranh ở tu viện Santa Paula (Sevilla)

Đáp lại những lời chỉ trích, Sơ Juana đã viết một bức thư, Respuesta a Sor Filotea de la Cruz (Trả lời chị Philotea), trong đó bà bảo vệ quyền được giáo dục chính quy của phụ nữ. Bà cũng ủng hộ quyền của phụ nữ được tham gia và đối xử như là những người có thẩm quyền trí thức, không chỉ thông qua việc viết lách, mà còn qua việc xuất bản các tác phẩm của mình. Sơ Juana lập luận, bằng cách đặt phụ nữ, đặc biệt là phụ nữ lớn tuổi, vào các vị trí có thẩm quyền, phụ nữ có thể giáo dục những người phụ nữ khác. Điều này có thể giúp giảm thiểu các tình huống nhạy cảm liên quan đến các giáo viên nam trong các môi trường gần gũi với các nữ sinh viên trẻ.
Bên cạnh việc tự nhận là một người phụ nữ có thẩm quyền trí thức, những quan điểm cấp tiến của Sơ Juana khiến bà trở thành một nhân vật gây tranh cãi. Bà đã đáp trả một nhà thơ xứ Aragon bằng việc phỏng theo Thánh Teresa của Ávila: "Người ta hoàn toàn có thể vừa lý luận ra trò lại vừa nấu bữa ăn tối." Đáp lại, Francisco de Aguiar y Seijas, Tổng giám mục Mexico đã cùng các chức sắc cấp cao khác lên án "sự bướng bỉnh" của Sơ Juana. Ngoài việc bị phản đối vì đã thách thức thứ bậc gia trưởng của Giáo hội Công giáo, Sơ Juana đã nhiều lần bị chỉ trích vì niềm tin rằng các bài viết của bà cũng giúp ích cho cộng đồng như những công việc từ thiện khác.
Đến năm 1693, bà dường như đã ngừng viết bởi vì các rào cản về kiểm duyệt. Tuy không có bằng chứng xác đáng cho thấy bà từ bỏ nhiệt huyết đối với học thuật, nhưng có những tài liệu cho thấy bà đồng ý thực hành sám hối. Tên của bà được gắn với một văn bản như vậy viết vào năm 1694, nhưng trái với chất trữ tình tự nhiên sâu sắc vốn có của bà, giọng điệu trong các bài sám hối viết tay được rập khuôn theo thể thức Giáo hội. Bà đã kí tên bên dưới một bài sám hối là "Yo, la Peor de Todas" ("Tôi, Kẻ Tồi tệ nhất trong Tất cả"), bằng máu của chính mình. Bà được cho là đã bán hết bộ sưu tập hơn 4.000 cuốn sách trong thư viện của mình, cùng với tất cả các công cụ khoa học và nhạc cụ. Một số nguồn khác ghi rằng sự chống đối của bà đối với nhà thờ dẫn đến việc tất cả các sách và dụng cụ của bà bị tịch thu mặc dù chính giám mục cũng đồng ý với nội dung các bức thư của bà.
Trong số hơn một trăm tác phẩm chưa được công bố, chỉ có một vài tác phẩm của bà còn tồn tại. Theo Octavio Paz, các tác phẩm của bà đã được lưu giữ bởi Phó vương hậu.
Bà qua đời sau khi chăm sóc cho các nữ tu khác mắc bệnh trong một bệnh dịch, vào ngày 17 tháng 4 năm 1695. Sigüenza y Góngora đã đọc điếu văn trong tang lễ của bà. 

## Tác phẩm

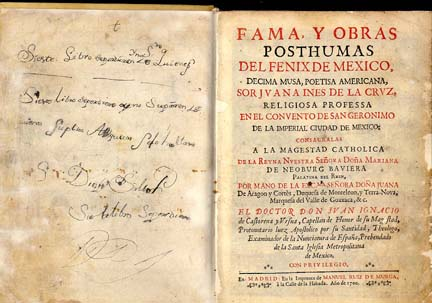
Phần đầu tiên trong bộ Toàn tập của Sơ Juana, Madrid, 1689.

Các tác phẩm còn tồn tại của bà thuộc về nhiều lĩnh vực văn học nghệ thuật như thơ ca, kịch, hài kịch và âm nhạc. Bài thơ Giấc mơ đầu tiên, một silva triết học và mô tả dài (một thể thơ gồm các câu thơ 7 và 11 âm tiết), nói đến hành trình của linh hồn trong mối quan hệ với ánh sáng và bóng đêm. Sơ Juana được cho là tác giả của đoạn kết vở hài kịch của Agustin de Salazar: Celestina thứ hai (La Segunda Celestina).
Các vở hài kịch của Juana sử dụng tiếng cười như một phương tiện được xã hội chấp nhận để đặt câu hỏi về quan niệm của đàn ông và phụ nữ. Tác phẩm Los empeños de una casa (Tạm dịch: Con tốt thí của gia đình) được biểu diễn lần đầu tiên vào ngày 4 tháng 10 năm 1683, để chúc mừng Phó vương Bá tước Paredes sinh con trai đầu lòng. Vở kịch Amor es mas laberinto (Tạm dịch: Tình yêu là một mê cung) được trình diễn vào ngày 11 tháng 2 năm 1689, trong lễ đăng quang của Phó vương Gaspar de la Cerda y Mendoza. Tuy nhiên, trong tác phẩm Tiểu luận về Tâm lý học, Ezequiel A. Chavez đã đề cập đến Fernandez del Castillo với tư cách là đồng tác giả của vở hài kịch này.
Bên cạnh thơ ca và triết học, Sơ Juana còn quan tâm đến khoa học, toán học và âm nhạc. Âm nhạc thời bấy giờ được coi là một bộ phận của thơ ca. Bà đã dành nhiều thời gian để nghiên cứu các lý thuyết về âm điệu của nhạc cụ. Bà đã viết một chuyên luận có tên El Caracol (đã bị mất) về cách đơn giản hóa ký hiệu âm nhạc và giải quyết các vấn đề của hệ thống chỉnh âm Pythagore. Âm nhạc cũng là một đề tài quan trọng trong các tác phẩm của Sơ Juana.

## Ảnh hưởng lịch sử

### Từ thiện
Tổ chức Sơ Juana cho các phụ nữ bị bạo hành được thành lập vào năm 1993 để vinh danh sự cống hiến của Sơ Juana trong việc giúp đỡ những phụ nữ nạn nhân sau bạo lực gia đình. Sau này tổ chức đổi tên thành Cộng đồng Vượt qua các mối quan hệ lạm dụng (CORA), cung cấp các dịch vụ hỗ trợ cộng đồng, pháp lý và gia đình bằng tiếng Tây Ban Nha cho phụ nữ và trẻ em Mỹ La-tinh đã hoặc đang đối mặt với bạo lực gia đình.

### Giáo dục
Tu viện San Jerónimo, nơi Juana sống 27 năm cuối đời và nơi bà viết phần lớn tác phẩm của mình ngày nay là Đại học Tu viện Sơ Juana ở trung tâm lịch sử của Mexico City, được thành lập năm 1979.

### Tranh cãi chính trị
Trong khi Juana là một nhân vật nổi tiếng và gây tranh cãi trong thế kỷ 17, bà cũng là một nhân vật quan trọng ở thời hiện đại.
Trong quá trình cải tạo tu viện vào những năm 1970, hài cốt được cho là của Juana đã được phát hiện, cùng với chiếc mề đay được vẽ trong các bức tranh của Juana. Margarita López Portillo, em gái của Tổng thống Jose López Portillo (1976-1982), đã giữ tấm mề đay. Trong lễ tưởng niệm ngày mất của Sơ Juana vào năm 1995, một thành viên của quốc hội Mexico đã kêu gọi Margarita López Portillo trả lại tấm mề đay mà bà đã giữ với lí do bảo vệ. Bà trả nó lại cho Quốc hội vào ngày 14 tháng 11 năm 1995. Sự kiện này đã dấy lên các cuộc thảo luận về Juana và sự lạm dụng quyền lực trong chính trị Mexico.

### Đóng góp cho nữ quyền

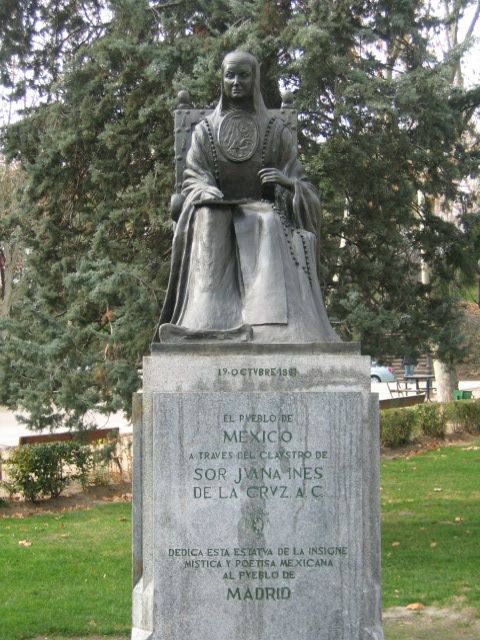
Tượng Sơ Juana Inés ở Madrid, Tây Ban Nha.

#### Phong trào nữ quyền lịch sử
Amanda Powell nhận định Sor Juana là một người đóng góp cho Querelles des Femmes (Những câu hỏi của phụ nữ), một cuộc tranh luận văn học kéo dài ba thế kỷ về phụ nữ. Trọng tâm của cuộc tranh luận về nữ quyền thời đầu này là những ý tưởng về giới tính xã hội và giới tính, và sự kì thị nữ giới.
Powell cho rằng các quan điểm của Sor Juana, rằng quan niệm về phụ nữ trong hệ thống tôn giáo không phải những điều răn dạy linh thiêng mà là được xây dựng dựa trên văn hóa, tương đồng với ý tưởng về việc xây dựng giới tính xã hội và giới tính tự nhiên.

#### Phong trào nữ quyền hiện đại
Yugar liên kết Juana với các phong trào vận động nữ quyền và ý thức hệ trong thế kỷ hai mươi mốt, như nữ quyền tôn giáo, nữ quyền sinh thái và phong trào nữ quyền nói chung. Mặc dù phong trào nữ quyền tôn giáo hiện nay phát triển từ phong trào Thần học giải phóng những năm bảy mươi, Yugar dùng những chỉ trích của Sơ Juana về luật lệ tôn giáo chỉ cho phép người đàn ông giữ các vị trí lãnh đạo trong nhà thờ như là bằng chứng ban đầu của nữ quyền tôn giáo. Dựa trên sự phê phán của bà về hệ thống cấp bậc áp bức và gia trưởng của nhà thờ, Yugar lập luận rằng Sơ Juana đã đi trước các phong trào hiện nay.
Yugar nhấn mạnh rằng Juana giải nghĩa Kinh Thánh quan tâm đến mọi người thuộc mọi hoàn cảnh, cũng như toàn thể trái đất và các loài vật. Đáng chú ý là Juana bày tỏ lo ngại về hậu quả của sự thống trị tư bản Tây Ban Nha trên trái đất. Những ý tưởng này thường thấy trong các phong trào nữ quyền hiện đại liên quan đến phong trào phi thực dân hóa  và bảo vệ môi trường.
Alicia Gaspar de Alba liên kết Sơ Juana với phong trào đồng tính nữ hiện đại và phong trào Chicana. Bà cho rằng Sơ Juana là điển hình cho khái niệm về dị tính bắt buộc và tồn tại đồng tính nữ, do nhà văn và người ủng hộ nữ quyền nổi tiếng Adrienne Rich đề xuất.

### Biểu tượng

#### Bản sắc thuộc địa và bản địa

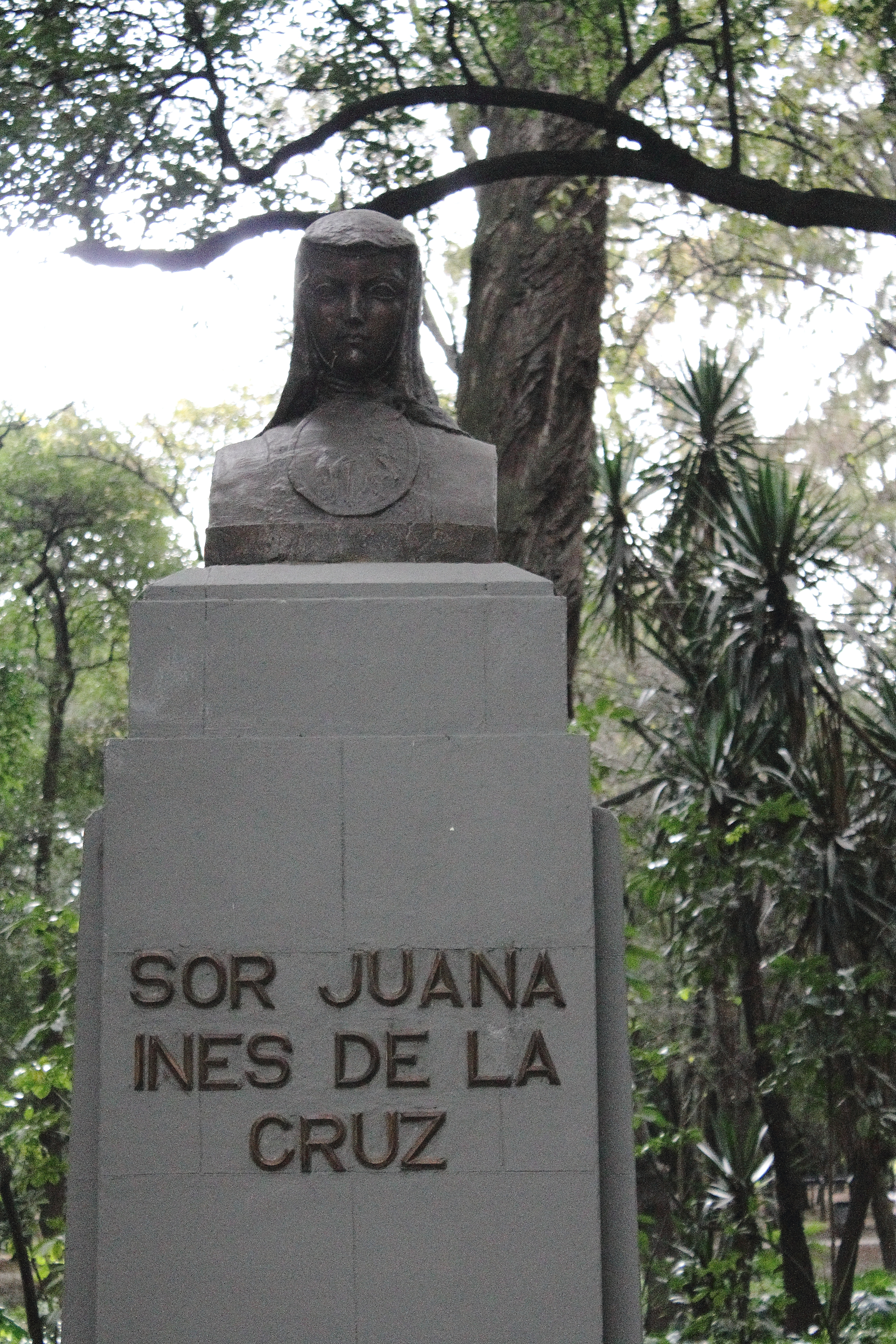
Tượng đài Sơ Juana ở Chapultepec.

Là một phụ nữ tu hành, Sơ Juana bị ảnh hưởng bởi Đức Trinh Nữ Guadalupe, một biểu tượng tôn giáo mang bản sắc Mexico, nhưng cũng được gắn với các nữ thần Aztec. Ví dụ, các phần của bài thơ Villancico 224 của Sơ Juana được viết bằng tiếng Nahuatl, trong khi các phần khác được viết bằng tiếng Tây Ban Nha. Trinh nữ Guadalupe là chủ đề của Villancico, nhưng tùy thuộc vào ngôn ngữ, bài thơ đề cập đến cả Trinh nữ của Guadalupe và Cihuacoatl, một nữ thần bản địa. Vẫn chưa rõ ràng về việc Sơ Juana ưu tiên nhân vật tôn giáo Mexico hay nhân vật tôn giáo bản địa, hay là bà tập trung vào việc hòa hợp cả hai.
Các học giả như Nicole Gomez lập luận rằng sự hòa hợp các truyền thống tôn giáo Tây Ban Nha và Aztec trong vở kịch "El divino Narciso" của Sơ Juana nhằm nâng cao vị thế của truyền thống tôn giáo bản địa đối với Công giáo ở Tân Tây Ban Nha. Gomez lập luận rằng Sơ Juana cũng nhấn mạnh đến khía cạnh bạo lực mà tôn giáo Tây Ban Nha dùng thống trị những người bản địa. Cuối cùng, Gomez lập luận rằng việc sử dụng cả ngôn ngữ, biểu tượng và truyền thống tôn giáo của Sơ Juana không chỉ mang lại tiếng nói cho người bản địa, những người bị thiệt thòi, mà còn khẳng định bản sắc bản địa của chính mình.
Thông qua các diễn giải học thuật về các tác phẩm của Sơ Juana, Octavio Paz và Alicia Gaspar de Alba cũng đã đưa Sơ Juana vào các cuộc thảo luận về bản sắc Mexico. Công trình nghiên cứu của Paz về Sơ Juana đã nâng bà lên thành một biểu tượng quốc gia với tư cách là một phụ nữ, nhà văn và chức sắc tôn giáo Mexico. Ngược lại, Gaspar de Alba nhấn mạnh bản sắc bản địa của Sor Juana bằng cách đưa bà vào các bài diễn văn Chicana.

#### Sự công nhận của chính phủ Mexico
Ngày nay, Sơ Juana vẫn là một nhân vật quan trọng ở Mexico.
Năm 1995, tên của bà được khắc bằng vàng trên bức tường danh dự tại Quốc hội Mexico vào tháng 4 năm 1995. Đồng thời, hình ảnh Sơ Juana được đưa lên mặt trái của tờ tiền 200 peso do Ngân hàng nhà nước Mexico phát hành, và trên đồng 1000 peso được đúc bởi Mexico từ năm 1988 đến 1992. Thị trấn nơi Sơ Juana lớn lên, San Miguel Nepantla ở thành phố Tepetlixpa, bang Mexico, đã được đổi tên thành Nepantla de Sor Juana Inés de la Cruz để vinh danh bà.

### Cảm hứng và ảnh hưởng

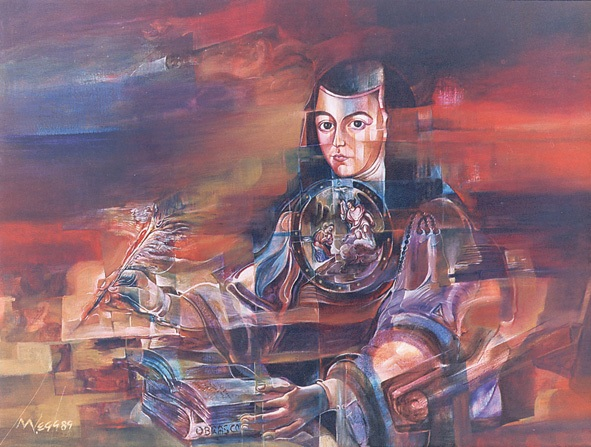
Juana Ines de la Cruz trong nghệ thuật, của nghệ sĩ người Mexico Mauricio García Vega.

Sơ Juana là nguồn cảm hứng cho các nhà làm phim và tác giả của thơ, kịch, opera và tiểu thuyết văn học.
- Nhà soạn nhạc người Mỹ John Adams và đạo diễn Peter Sellars đã sử dụng hai bài thơ của Sor Juana là Pues mi Dios ha nacido a penar và Pues está tiritando trong tác phẩm opera El Niño (2000).
- Sê-ri mini tiếng Tây Ban Nha Juana Inés (2016) của Canal Again TV, với sự tham gia của Arantza Ruiz và Arcelia Ramírez trong vai Sor Juana, khắc họa cuộc đời bà một cách kịch tính hóa.
- María Luisa Bprice đã viết và đạo diễn bộ phim năm 1990, Yo, la peor de todas (Tôi, kẻ tồi tệ nhất trong tất cả), dựa trên Sơ Juana: Hoặc, Bẫy tín ngưỡng của Octavo Paz, dựa trên cuộc đời của Sor Juana.
- Một telenovela về cuộc đời bà, Sor Juana Inés de la Cruz được thực hiện vào năm 1962.
- Diane Ackerman đã viết một vở kịch, Reverse Thunder, về Sơ Juana (1992).
- Jesusa Rodríguez đã sản xuất một số tác phẩm liên quan đến Sơ Juana, bao gồm Sor Juana en Almoloya và Striptease de Sor Juana, dựa trên bài thơ của Juana, "Primero Sueño".
- Tiểu thuyết gia người Canada Paul Anderson đã dành 12 năm để viết một cuốn tiểu thuyết dài 1300 trang có tựa đề Hunger Brides (xuất bản 2004) về Sơ Juana. Cuốn tiểu thuyết của ông đã giành được Giải thưởng Sách Alberta năm 2005.
- Vở nhạc kịch của Allison Sniffin, Óyeme con los ojos, dựa trên các bài viết và thơ của Sơ Juana, được trình chiếu tại Trung tâm Kaufman ở thành phố New York.[40]
- Vở kịch The Heresy of Love của Helen Edmundson, dựa trên cuộc đời của Sơ Juana, được Công ty Hoàng gia Shakespeare trình diễn vào đầu năm 2012 và được Shakespeare's Globe làm lại vào năm 2015.[41]
- Nhà soạn nhạc Daniel Crozier và thủ thư Peter Peter Krask đã viết With Blood, With Ink, một vở opera dựa trên cuộc đời cô, trong khi cả hai đều là sinh viên tại Học viện Peabody của Baltimore năm 1993. Tác phẩm được trình diễn tại Peabody và giành giải nhất trong cuộc thi Opera Opera của Hiệp hội hoạt động và kịch nghệ quốc gia. Vào tháng 5 năm 2000, các trích đoạn trong vở opera đã được đưa vào Sê-ri Nhà soạn nhạc Mỹ của Nhà hát Thành phố New York. Toàn bộ tác phẩm đã được Fort Worth Opera trình diễn vào ngày 20 tháng 4 năm 2014 và được thu hình bởi Albany Records.
- Ca sĩ người Puerto Rico ILE trích một phần của một trong những bản sonnet của Sơ Juana trong bài hát "Rescatarme".
- Nhà thơ và tiểu thuyết gia người Canada Margaret Atwood trong tập thơ năm 2007 'Cánh cửa' có một bài thơ tựa đề 'Sor Juana Works in the Garden'.[42]
- Vào ngày 12 tháng 11 năm 2017, Google Doodle đã kỷ niệm sinh nhật lần thứ 365 của bà.[43]

## Dẫn nguồn
1. ↑  Murray, Stuart (2009). The Library: An Illustrated History. Chicago: Skyhorse Publishing. ISBN 978-0-8389-0991-1.
2. ↑  TOWNSEND, C. (2015). SOR JUANA'S NAHUATL. Le Verger – bouquet VIII, September 2015.
3. ↑  "Sor Juana Ines de la Cruz Biography". Biography.com. A&E Television Networks. Truy cập ngày 11 tháng 3 năm 2017.
4. ↑  "Sor Juana Ines de La Cruz, famous women of Mexico". Mexonline.com. Truy cập ngày 11 tháng 3 năm 2017.
5. ↑  Stephanie, Merrim. "Sor Juana Ines de la Cruz". Encyclopædia Britannica. Truy cập ngày 11 tháng 3 năm 2017.
6. 1 2  "Manuel Fernandez de Santa Cruz, bishop of Puebla". Encyclopædia Britannica. Truy cập ngày 15 tháng 4 năm 2016.
7. 1 2  "Cabrera, Portrait of Sor Juana Inés de la Cruz". Khan Academy (bằng tiếng Anh). Truy cập ngày 5 tháng 12 năm 2019.
8. 1 2 3  Leonard, Irving A. (1960). Baroque Times in Old Mexico: Seventeenth-Century Persons, Places, and Practices (bằng tiếng Anh) (ấn bản thứ 12). University of Michigan Press. tr. 191–192. ISBN 9780472061105.
9. ↑  Bergmann, Emilie L.; Schlau, Stacey (2017). The Routledge Research Companion to the Works of Sor Juana Inéz de la Cruz. Routledge. ISBN 9781317041641.
10. ↑  Kennett, Frances (tháng 5 năm 2003). "Sor Juana and the Guadalupe". Feminist Theology. Quyển 11 số 3. tr. 307–324. doi:10.1177/096673500301100305.
11. ↑  Arenal, Electa; Powell, Amanda (1993). "A Life Without and Within: Juana Ramírez / Sor Juana Inés de la Cruz (1648/51-1695)". Women's Studies Quarterly. Quyển 21 số 1/2. tr. 67–80. ISSN 0732-1562. JSTOR 40003874.
12. 1 2  "Sor Juana Inés de la Cruz", Academy of American Poets
13. 1 2 3   "{{{1}}}" . Appletons' Cyclopædia of American Biography. 1900.
14. 1 2 3  "Sor Juana Inés de la Cruz Biography". Biography.com. A&E Television Networks. Truy cập ngày 15 tháng 4 năm 2016.
15. ↑  Bergmann, Emilie L., 1949- Herausgeber. Schlau, Stacey, 1948- Herausgeber. The Routledge research companion to the works of Sor Juana Inés de la Cruz. ISBN 978-1-4724-4407-3. OCLC 1011112232.{{Chú thích sách}}:  Quản lý CS1: nhiều tên: danh sách tác giả (liên kết) Quản lý CS1: tên số: danh sách tác giả (liên kết)
16. ↑  Murray, Stuart (2012). Library: an illustrated history. New York: W W Norton. tr. 139. ISBN 978-1-61608-453-0.
17. ↑  "Sor Juana Inés de la Cruz". www.ensayistas.org.
18. 1 2 3 4  Allatson, Paul (2004). "A Shadowy Sequence: Chicana Textual/Sexual Reinventions of Sor Juana". Chasqui (bằng tiếng Anh). Quyển 33 số 1. tr. 3–27. doi:10.2307/29741841. JSTOR 29741841.
19. ↑  Murray, Stuart A.P. (2009). The library: an illustrated history. New York, NY: Skyhorse Pub. ISBN 9781602397064.
20. ↑  "Sor Juana Ines de la Cruz, Mexican poet and scholar". Encyclopædia Britannica.
21. ↑  Twinam, Ann (2011). The Tenth Muse: The Life of Sor Juana Ines de la Cruz. Trang 37. Đại học Texas, Austin. Website https://repositories.lib.utexas.edu/bitstream/handle/2152/62696/11_Portal_issue7_2012_Twinam.pdf?sequence=3. Truy cập ngày 13 tháng 2 năm 2020.
22. ↑  Murray, Stuart (2009). The Library: An Illustrated History. Chicago: Skyhorse Publishing. ISBN 978-0-8389-0991-1.
23. 1 2 3  Gomez, Nicole Lynn, author. Nepantla as her place in the middle: multilingualism and multiculturalism in the writings of Sor Juana Inés de la Cruz. OCLC 974910460. {{Chú thích sách}}: |last= có tên chung (trợ giúp)Quản lý CS1: nhiều tên: danh sách tác giả (liên kết)
24. ↑  Paz, Octavio (1988). Sor Juana, Or, The Traps of Faith. Harvard University Press. ISBN 9780674821064.
25. ↑  Kirk Rappaport, Pamela (1998). Sor Juana Inés de la Cruz. Continuum International Publishing Group. ISBN 978-0826410436.
26. ↑  Johnson, Julie Greer (2000). "Humor in Spain's American Colonies: The Case of Sor Juana Inés de la Cruz". Studies in American Humor (bằng tiếng Anh). Quyển 7. Studies in American Humor, 2000. tr. 35–47.
27. ↑  García Valdés, pág. 45-50.
28. ↑  Chávez, pág. 140-142.
29. ↑  Long, Pamela (tháng 12 năm 2006). "De la música un cuaderno pedís': Musical Notation in Sor Juana's Works". Bulletin of Hispanic Studies. Quyển 83 số 6. tr. 497–507. doi:10.3828/bhs.83.6.4.
30. ↑  "Our Story". CORA (bằng tiếng Anh). Bản gốc lưu trữ ngày 6 tháng 12 năm 2019. Truy cập ngày 6 tháng 12 năm 2019.
31. ↑  CDMX, Secretaría de Turismo de. "Claustro de Sor Juana University Siste Museum · Attractions". cdmxtravel.com (bằng tiếng Anh). Bản gốc lưu trữ ngày 5 tháng 12 năm 2019. Truy cập ngày 5 tháng 12 năm 2019.
32. 1 2  Depalma, Anthony (ngày 15 tháng 12 năm 1995). "Mexico City Journal;The Poet's Medallion: A Case of Finders Keepers?". The New York Times. ISSN 0362-4331. Truy cập ngày 15 tháng 4 năm 2016.
33. ↑  Powell, Amanda (2009). "Revisiting the "Querelle" in María de San José Salazar and Juana Inés de la Cruz: Inciting Disturbances of Patriarchy". Letras Femeninas. Quyển 35 số 1. tr. 211–232. ISSN 0277-4356. JSTOR 23023069.
34. 1 2  Bennett, April Young (ngày 10 tháng 9 năm 2018). "Latina Feminist Theology with Theresa A. Yugar". The Exponent (bằng tiếng Anh). Truy cập ngày 6 tháng 12 năm 2019.
35. ↑  Yugar, Theresa A. (2014). Sor Juana Ines De La Cruz: Feminist Reconstruction of Biography and Text. Eugene, OR: Wipf and Stock. ISBN 978-1-62564-440-4.
36. ↑  "Remembering Sor Juana Inés de la Cruz's Life and Legacy: Champion of Universal, and Non-Human Rights ngày 12 tháng 11 năm 1648/51 – ngày 17 tháng 4 năm 1695 by Theresa A. Yugar".
37. ↑  Hind, Emily (2006). "Being Jean Franco: Mastering Reading and "Plotting Women"". Letras Femeninas. Quyển 32 số 1. tr. 329–350. ISSN 0277-4356. JSTOR 23024128.
38. ↑  Gomez, Nicole Lynn, author. Nepantla as her place in the middle: multilingualism and multiculturalism in the writings of Sor Juana Inés de la Cruz. OCLC 974910460. {{Chú thích sách}}: |last= có tên chung (trợ giúp)Quản lý CS1: nhiều tên: danh sách tác giả (liên kết)
39. ↑  "Billete de 200 pesos". Bank of Mexico. Bản gốc lưu trữ ngày 7 tháng 9 năm 2011. Truy cập ngày 26 tháng 7 năm 2011.
40. ↑  "Melodia Women's Choir premieres New York composer Allison Sniffin in a concert of Latin American reflections". VAN: Vocal Area Network. Truy cập ngày 11 tháng 12 năm 2019.
41. ↑  Spencer, Charles (ngày 10 tháng 2 năm 2012). "The Heresy of Love, RSC, Stratford-upon-Avon, review". The Telegraph. Truy cập ngày 15 tháng 4 năm 2016.
42. ↑  2007,
 O.W. Toad Ltd.
43. ↑  "Sor Juana Inés de la Cruz's 366th Birthday". ngày 12 tháng 11 năm 2017.